# Maria Zuchowicz
Maria Halina Białous-Zuchowicz (2 tháng 2 năm 1930 - 24 tháng 11 năm 2020) là một vận động viên trượt băng nghệ thuật người Ba Lan. Bà nguyên là Phó chủ tịch Hiệp hội trượt băng nghệ thuật Ba Lan, thành viên của Hiệp hội Luật Thể thao Ba Lan, phó chủ tịch Tòa án Trọng tài Ủy ban Thế vận hội Ba Lan, thẩm phán Tòa án Công lý Lausanne.

## Tiểu sử
Bà sinh ngày 2 tháng 2 năm 1930 tại Warszawa. Từ năm 1948 đến năm 1952, bà là thành viên của đội trượt băng quốc gia. Bà là một bình luận viên lâu năm của các cuộc thi trượt băng cho Đài Truyền hình Ba Lan.
Bà qua đời vào ngày 24 tháng 11 năm 2020 tại Warszawa.